# NGC 2058
NGC 2058 ist ein offener Sternhaufen im Sternbild Mensa in der Großen Magellanschen Wolke.
Das Objekt wurde am 24. September 1826 von James Dunlop entdeckt.